# Axcil Jefferies
Axcil Jefferies (ur. 14 kwietnia 1994 roku w Slough) – zimbabwejski kierowca wyścigowy.

## Kariera
Jefferies rozpoczął karierę w wyścigach samochodowycch w 2009 roku od startów w Pacyficznej Formule BMW, gdzie dwukrotnie wygrywał i sześciokrotnie stawał na podium. Z dorobkiem 163 punktów uplasował się tam na trzeciej pozycji w klasyfikacji generalnej. W późniejszych latach pojawiał się także w stawce Europejskiej Formuły BMW, Formuły 2 oraz Firestone Indy Lights.
W Mistrzostwach Formuły 2 wystartował w 2012 roku. Uzbierane siedemnaście punktów dało mu dwunastą pozycję w końcowej klasyfikacji kierowców.
Na sezon 2014 Zimbabwejczyk podpisał kontrakt z włoską ekipą Trident na starty w serii GP2. Wystartował jednak tylko podczas pierwszej rundy na torze w Bahrajnie. W głównym wyścigu nie osiągnął linii mety, a w sprincie uplasował się na 21 pozycji. Został sklasyfikowany na 34. miejscu w końcowej klasyfikacji kierowców.

## Statystyki
| Sezon | Seria                  | Zespół                      | Wyścigi | Zwycięstwa | PP | NO | Podium | Punkty | Pozycja |
| ----- | ---------------------- | --------------------------- | ------- | ---------- | -- | -- | ------ | ------ | ------- |
| 2009  | Pacyficzna Formuła BMW | Eurasia Motorsport          | 15      | 2          | 0  | 0  | 6      | 163    | 3       |
| 2009  | Europejska Formuła BMW | Motaworld Racing            | 0       | 0          | 0  | 0  | 0      | 0      | NS      |
| 2010  | Pacyficzna Formuła BMW | Motaworld Racing            | 2       | 0          | 0  | 0  | 0      | 18     | 15      |
| 2012  | Formuła 2              | MotorSport Vision           | 11      | 0          | 0  | 0  | 0      | 17     | 12      |
| 2013  | Firestone Indy Lights  | JMM/BHA with Curb-Agajanian | 2       | 0          | 0  | 0  | 0      | 56     | 11      |
| 2014  | Seria GP2              | Trident                     | 2       | 0          | 0  | 0  | 0      | 0      | 34      |
| 2014  | Indy Lights            | Belardi Auto Racing         | 2       | 0          | 0  | 0  | 0      | 60     | 14      |

## Wyniki w GP2
| Legenda oznaczeń w tabelach wyników Wyświetl szablon na nowej stronie | Legenda oznaczeń w tabelach wyników Wyświetl szablon na nowej stronie                                                                     |
| Oznaczenie                                                            | Wyjaśnienie |
| --------------------------------------------------------------------- | --- |
| Złoty                                                                 | Zwycięzca lub mistrzostwo |
| Srebrny                                                               | 2. miejsce lub wicemistrzostwo |
| Brązowy                                                               | 3. miejsce lub II wicemistrzostwo |
| Zielony                                                               | Ukończył, punktował (w klasyfikacji generalnej, gdy zdobył co najmniej jeden punkt na przestrzeni sezonu, poza trzema powyższymi opcjami) |
| Niebieski                                                             | Ukończył, nie punktował (w klasyfikacji generalnej, gdy nie zdobył co najmniej jednego punktu na przestrzeni sezonu)                      |
| Czerwony                                                              | Nie zakwalifikował się (NZ) |
| Czerwony                                                              | Nie prekwalifikował się (NPK) |
| Różowy                                                                | Nie ukończył (NU) |
| Różowy                                                                | Niesklasyfikowany (NS) (w klasyfikacji generalnej, gdy nie został sklasyfikowany w żadnym wyścigu sezonu)                                 |
| Czarny                                                                | Zdyskwalifikowany (DK) |
| Czarny                                                                | Wykluczony (WYK/EX) |
| Biały                                                                 | Nie wystartował (NW) |
| Biały                                                                 | Kontuzjowany (K/INJ) |
| Biały                                                                 | Wyścig odwołany (OD/C) |
| Bez koloru                                                            | Został wycofany (WYC/WD) |
| Bez koloru                                                            | Nie przybył (NP/DNA) |
| Bez koloru                                                            | Nie brał udziału w treningach (NT/DNP) |
| Bez koloru                                                            | Nie został zgłoszony (–) |
| Pogrubienie                                                           | Start z pole position |
| Kursywa                                                               | Najszybsze okrążenie wyścigu |
| †                                                                     | Nie ukończył, ale jego rezultat został zaliczony ze względu na przejechanie więcej niż 90% dystansu wyścigu.                              |
| *                                                                     | Sezon w trakcie |
| 1/2/3                                                                 | Punktowana pozycja w sprincie kwalifikacyjnym                                                                                             |
| Lista systemów punktacji Formuły 1                                    | |

| Rok  | Zespół  | Wyniki w poszczególnych eliminacjach | Wyniki w poszczególnych eliminacjach | Wyniki w poszczególnych eliminacjach | Wyniki w poszczególnych eliminacjach | Wyniki w poszczególnych eliminacjach | Wyniki w poszczególnych eliminacjach | Wyniki w poszczególnych eliminacjach | Wyniki w poszczególnych eliminacjach | Wyniki w poszczególnych eliminacjach | Wyniki w poszczególnych eliminacjach | Wyniki w poszczególnych eliminacjach | Wyniki w poszczególnych eliminacjach | Wyniki w poszczególnych eliminacjach | Wyniki w poszczególnych eliminacjach | Wyniki w poszczególnych eliminacjach | Wyniki w poszczególnych eliminacjach | Wyniki w poszczególnych eliminacjach | Wyniki w poszczególnych eliminacjach | Wyniki w poszczególnych eliminacjach | Wyniki w poszczególnych eliminacjach | Wyniki w poszczególnych eliminacjach | Wyniki w poszczególnych eliminacjach | Punkty | Pozycja |
| ---- | ------- | ------------------------------------ | ------------------------------------ | ------------------------------------ | ------------------------------------ | ------------------------------------ | ------------------------------------ | ------------------------------------ | ------------------------------------ | ------------------------------------ | ------------------------------------ | ------------------------------------ | ------------------------------------ | ------------------------------------ | ------------------------------------ | ------------------------------------ | ------------------------------------ | ------------------------------------ | ------------------------------------ | ------------------------------------ | ------------------------------------ | ------------------------------------ | ------------------------------------ | ------ | ------- |
| 2014 | Trident | BHR                                  | BHR                                  | ESP                                  | ESP                                  | MON                                  | MON                                  | AUT                                  | AUT                                  | GBR                                  | GBR                                  | DEU                                  | DEU                                  | HUN                                  | HUN                                  | BEL                                  | BEL                                  | ITA                                  | ITA                                  | RUS                                  | RUS                                  | ARE                                  | ARE                                  | 0      | 34      |
| 2014 | Trident | NU                                   | 21                                   | -                                    | -                                    | -                                    | -                                    | -                                    | -                                    | -                                    | -                                    | -                                    | -                                    | -                                    | -                                    | -                                    | -                                    | -                                    | -                                    | -                                    | -                                    | -                                    | -                                    | 0      | 34      |